# Мотін Олексій Федорович
Олексій Федорович Мотін (нар. 1932, Сталіно, УРСР — пом. 22 липня 1987, Донецька область, УРСР) — радянський футболіст, захисник.

## Життєпис
У 1952 році — в складі команди КФК «Шахтар» Смолянка і дубля «Шахтаря» Сталіно. За сталінський «Шахтар» грав у 1954-1958 роках і з серпня 1959 по 1960 рік — 76 матчів, три голи. У чемпіонаті СРСР у 1956—1957, 1959—1960 роках — 68 матчів, один гол.
У першій половині сезону 1959 року грав за «Шахтар» Горлівка, у 1961 році — в команді КФК «Шахтар» Смолянка, у 1962 році — граючий тренер команди КФК «Металург» (Красний Сулин).